# Bizerta (província)
A província de Bizerta (em árabe: ولاية بنزرت; em francês: Bizerte) é uma província do norte da Tunísia.
- capital: Bizerta
- área: 3 750 km²
- população: 524 128 habitantes (2004);[2] 561 700 (estimativa de 2013)[3]
- densidade: 139,8 hab./km² (2004)

| Delegação        | População em 2004 |
| ---------------- | ----------------- |
| Bizerta Norte    | 75 234            |
| Bizerta Sul      | 45 227            |
| El Alia          | 24 539            |
| Ghar El Melh     | 18 525            |
| Ghezala          | 27 799            |
| Joumine          | 35 213            |
| Mateur           | 47 562            |
| Menzel Bourguiba | 54 804            |
| Menzel Jemil     | 39 691            |
| Ras Jebel        | 51 240            |
| Sejenane         | 42 156            |
| Tinja            | 19 444            |
| Útica            | 18 266            |
| Zarzouna         | 24 428            |